# AnyDVD
AnyDVD es un programa que funciona bajo Windows que permite la descodificación de DVDs, así como la eliminación de la prevención de copia y de las operaciones prohibidas de usuario (UOPs) en los DVD. Existen actualizaciones que permiten hacer lo mismo con discos HD DVD y Blu-ray.
AnyDVD se ejecuta en segundo plano, haciendo que los discos copiados sean de región libre. Además de eliminar las restricciones digitales, AnyDVD también deja sin efecto el sistema de prevención de copia de Macrovision que distorsiona la señal de vídeo de alta calidad para así evitar la copia del material protegido. AnyDVD también permite eliminar el sistema de prevención de copia de los CD de audio. 
A partir de la versión 6.1.4.3, AnyDVD ha incluido un ripper que elimina las restricciones Sony Arccos, Macrovision RipGuard y otros elementos de prevención y de reparación de errores.
El módulo de descifrado se basa en el código de Elby CloneDVD. Las versiones anteriores utilizaron un ripper basado en FixVTS, pero FixVTS fue recientemente cerrado por las amenazas legales de Sony.
En febrero de 2016 la compañía cesó sus servicios, alegando presiones de la industria del copyright. En marzo del mismo año, antiguos empleados de la compañía decidieron seguir desarrollando el programa por su cuenta.
- Datos: Q613715